# Final de la Serie A de Ecuador 2022
La Final 2022 o Tercera etapa de la Serie A de Ecuador 2022 definió al campeón y subcampeón del torneo. El ganador de la Primera etapa se enfrentó al ganador de la Segunda etapa del campeonato en partidos de ida y vuelta. Los partidos se los disputaron el 6 de noviembre la ida y el 13 de noviembre la vuelta; participan Barcelona Sporting Club como ganador de la Primera etapa y Sociedad Deportiva Aucas como ganador de la Segunda etapa.
La Final la disputaron los dos equipos más destacados de cada etapa, cada fase tuvo un protagonista diferente la primera fue para el equipo torero y la segunda para los orientales, en cada una el equipo que llegaba con la ventaja de depender de sí mismo la ganó. En la tabla acumulada, el ídolo del pueblo terminó por encima del ídolo del astillero, lo que le permitió a Sociedad Deportiva Aucas terminar de local en el partido de vuelta.
Aucas logró coronarse por primera vez en su historia tras ganar la ida en Guayaquil por 1-0 y en el partido de vuelta en Quito empatar 0-0 y llevarse el marcador global por 1-0.

## Antecedentes
Fue la primera ocasión en la que Barcelona y Aucas se enfrentaban en una final que definía al monarca del año dentro del campeonato ecuatoriano de fútbol.
En la historia de los campeonatos nacionales fue la final número 23 que se jugó para definir al campeón de la temporada. Para Barcelona esta fue la final número 9 disputada en la historia de la Serie A. En las 8 anteriores, las cuales sucedieron en los campeonatos de 1962, 1980, 1982, 1992, 1995, 2005-A, 2014 y el antecedente previo fue la de la campaña 2020, donde derrotó a Liga Deportiva Universitaria en los tiros desde el punto penal por 3-1 tras empatar 1-1 en el marcador global, en total el equipo guayaquileño ganó 3. Mientras que para Aucas fue la primera final en su historia, también fue la primera final que se definía en la Caldera del Sur por torneos de primera categoría.

## Modo de disputa
La fase se disputó por eliminación directa a partidos de ida y vuelta, donde el ganador fue quien obtuvo más puntos y goles a favor. De producirse empate, se procedería a la definición por tiros desde el punto penal sin prórroga previa, en esta instancia el gol de visitante no tiene validez. El ganador se coronó campeón de la LigaPro Betcris 2022 y clasificó a la Fase de grupos de la Copa Libertadores 2023 como Ecuador 1, mientras que el subcampeón también clasificó a la fase grupal y fue Ecuador 2. Por parte de la LigaPro y con la autorización de la FEF, IFAB y FIFA se implementó para ambos partidos el árbitro asistente de video (VAR). Para la final de ida fue designado como árbitro central Augusto Aragón, mientras que para la vuelta estuvo Luis Quiroz como árbitro principal.

## Clubes clasificados
| Barcelona Sporting Club  |  |  |  | Ganador de la Primera etapa |
| Sociedad Deportiva Aucas |  |  |  | Ganador de la Segunda etapa |

## Camino a la Final

### Barcelona Sporting Club
La campaña de Barcelona durante la primera etapa fue destacada, una de las mejores en sus participaciones bajo esta modalidad de campeonato, fue el equipo con la defensa menos batida, vio su valla caer en 11 oportunidades, marcó 24 goles a favor, perdió tres partidos, ante Gualaceo, Aucas y Liga. Fue uno de los tres equipos con más victorias en la etapa, 9 veces ganó el cuadro canario, compartiendo el dato con Liga y Universidad Católica. En la segunda etapa fue un equipo más discreto en cuanto a los números registrados, en el acumulado de la temporada terminó en el quinto lugar, estuvo entre los equipos que más goles anotó. El goleador del equipo en la primera etapa fue Gabriel Cortez con 7 goles y en la segunda etapa fue Jhon Jairo Cifuente con 7 tantos, que también es el goleador del año con 11 anotaciones. En la temporada pasaron dos técnicos, primero arrancó Fabián Bustos, permanenció hasta la fecha 2 cuando fichó por el Santos de Brasil, llegó Jorge Célico con quien ganó la primera etapa, fue removido del cargo en la fecha 9 de la segunda etapa y se dio el regreso de Bustos hasta concluir la temporada.
| Etapa     | Posición | PTS | PJ | PG | PE | PP | GF | GC | DG  |
| --------- | -------- | --- | -- | -- | -- | -- | -- | -- | --- |
| Primera   | 1.°      | 30  | 15 | 9  | 3  | 3  | 24 | 11 | +13 |
| Segunda   | 8.°      | 21  | 15 | 5  | 6  | 4  | 24 | 19 | +5  |
| Acumulada | 5.°      | 51  | 30 | 14 | 9  | 7  | 48 | 30 | +18 |

### Sociedad Deportiva Aucas
Los números de Aucas en la Fase 1 fueron discretos, se ubicó en el 5.° lugar, junto a Barcelona fue el equipo que menos derrotas tuvo, fueron 3 en total, durante la etapa tuvo altos y bajos tras arrancar el año bajo el mando de Héctor Bidoglio, salió del club en la fecha 8 de la Fase 1 y fue reemplazado por César Farías, que venía de dirigir a la selección de Bolivia. En la segunda etapa tomó protagonismo, con mayor efectividad en el juego fue el equipo que más partidos ganó (9) al igual que Independiente del Valle, fue el equipo más goleador con 28 goles, también fue el arco con menos goles recibidos, nueve goles se encajaron en el arco auquista, estuvo invicto toda la Fase 2, incluso alcanzando una racha invicta de 21 partidos incluyendo cinco de la primera etapa. En la temporada en general solo perdió tres partidos, y de local también se mantuvo invicto, en la tabla acumulada terminó segundo por detrás de UC, se confirmó como el equipo con la valla menos batida del año con 26 goles en contra y segundo más goleador con 48 goles. En la primera etapa el máximo anotador fue Francisco Fydriszewski con 10 dianas, quien a su vez fue el goleador del campeonato 2022, marcó 15 goles en total, en la segunda etapa los goleadores fueron el polaco Fydriszewski con 5 tantos al igual que Juan Manuel Tévez. Al ser el mejor equipo en el acumulado, el partido de vuelta de la final lo disputará en condición de local. La histórica campaña de Aucas de igual forma se vio reflejada en la clasificación del club por primera vez en su historia a la Copa Libertadores de América.
| Etapa     | Posición | PTS | PJ | PG | PE | PP | GF | GC | DG  |
| --------- | -------- | --- | -- | -- | -- | -- | -- | -- | --- |
| Primera   | 5.°      | 26  | 15 | 7  | 5  | 3  | 23 | 17 | +6  |
| Segunda   | 1.°      | 33  | 15 | 9  | 6  | 0  | 28 | 9  | +19 |
| Acumulada | 1.°      | 59  | 30 | 16 | 11 | 3  | 51 | 26 | +25 |

## Partidos en la temporada
| Fecha         | Etapa   | Ciudad  | Resultado             | Ref.          |
| ------------- | ------- | ------- | --------------------- | ------------- |
| 22 de mayo    | Primera | Quito   | Aucas 2 : 1 Barcelona | [ 31 ] [ 32 ] |
| 16 de octubre | Segunda | Milagro | Barcelona 0 : 2 Aucas | [ 33 ] [ 34 ] |

## Estadios
| Guayaquil          | Quito                        |
| ------------------ | ---------------------------- |
| Estadio Monumental | Estadio Gonzalo Pozo Ripalda |
| Capacidad: 57 267  | Capacidad: 18 799            |
|                    |                              |

## Llave
|           | vs.         |
| Aucas 1 0 | Barcelona 0 |

## Partido
- Los horarios corresponden a la hora continental de Ecuador (UTC-5).[35][36][37]

### Aucas - Barcelona
| Ida; 6 de noviembre, 16:00 | Barcelona | 0:1 (0:0)                                         | Aucas    | Estadio Monumental, Guayaquil                                                |                                                                              |
|                            |           | LigaPro Reporte Ecuagol Reporte Soccerway Reporte | Vega 65' | Asistencia: 35 079 espectadores Árbitro(s): Augusto Aragón VAR: Bryan Loayza | Asistencia: 35 079 espectadores Árbitro(s): Augusto Aragón VAR: Bryan Loayza |

| Vuelta; 13 de noviembre, 18:00 | Aucas | 0:0 (Global 1:0)                                  | Barcelona | Estadio Gonzalo Pozo Ripalda, Quito                                           |                                                                               |
|                                |       | LigaPro Reporte Ecuagol Reporte Soccerway Reporte |           | Asistencia: 13 963 espectadores Árbitro(s): Luis Quiroz VAR: Jefferson Macías | Asistencia: 13 963 espectadores Árbitro(s): Luis Quiroz VAR: Jefferson Macías |

- Aucas ganó 1-0 en el marcador global.

#### Ida
| 1          | Guardameta     | Javier Burrai       |     |
| 15         | Defensa        | Jonathan Perlaza    | 88' |
| 3          | Defensa        | Luca Sosa           |     |
| 4          | Defensa        | Carlos Rodríguez    |     |
| 51         | Defensa        | Pedro Pablo Velasco | 64' |
| 27         | Centrocampista | Michael Carcelén    | 70' |
| 20         | Centrocampista | Bruno Piñatares     |     |
| 16         | Centrocampista | Erick Castillo      | 88' |
| 10         | Centrocampista | Damián Díaz         |     |
| 11         | Centrocampista | Fidel Martínez      | 70' |
| 18         | Delantero      | Jhon Jairo Cifuente |     |
| Entrenador | Entrenador     | Fabián Bustos       |     |

| 12         | Guardameta     | Hernán Galíndez        |     |
| 29         | Defensa        | Carlos Cuero           |     |
| 33         | Defensa        | Luis Cangá             |     |
| 4          | Defensa        | Ricardo Adé            |     |
| 30         | Defensa        | Richard Mina           |     |
| 16         | Defensa        | Pedro Pablo Perlaza    | 46' |
| 7          | Centrocampista | Edison Vega            |     |
| 13         | Centrocampista | Edison Caicedo         | 85' |
| 28         | Centrocampista | Jhonny Quiñónez        | 79' |
| 10         | Delantero      | Víctor Figueroa        | 73' |
| 9          | Delantero      | Francisco Fydriszewski | 73' |
| Entrenador | Entrenador     | César Farías           |     |

| 7  | Defensa        | Tito Valencia    | 64' |
| 77 | Delantero      | Adonis Preciado  | 70' |
| 22 | Centrocampista | Leonai Souza     | 70' |
| 17 | Delantero      | Cristian Penilla | 88' |
| 6  | Defensa        | Leonel Quiñónez  | 88' |

| 2  | Defensa        | Caín Fara         | 46' |
| 11 | Delantero      | Juan Manuel Tévez | 73' |
| 17 | Delantero      | Roberto Ordóñez   | 73' |
| 27 | Defensa        | Luis Romero       | 79' |
| 20 | Centrocampista | Sergio López      | 85' |

| Anotado | 65' | Edison Vega | 0–1 |

| Amonestado | 69' | Michael Carcelén |
| Amonestado | 76' | Damián Díaz      |

| Amonestado | 42'   | Richard Mina |
| Amonestado | 81'   | Caín Fara    |
| Amonestado | 90+1' | Luis Romero  |

| Expulsado | 84' | Luca Sosa |

| Otorgado · Expulsado | 77' | Richard Mina |

| Árbitro                | Augusto Aragón      |
| Árbitros asistentes    | Edison Vásquez      |
| Árbitros asistentes    | David Vacacela      |
| Cuarto árbitro         | Diego Lara          |
| Quinto árbitro         | José Luis Quiroz    |
| Adicionales VAR        | Bryan Loayza        |
| Adicionales VAR        | Mónica Amboya       |
| Adicionales VAR        | Carlos Orbe         |
| Observador VAR         | Luis Vera           |
| Asesor de árbitros     | Samuel Haro         |
| Comisarios de juego    | Elton Iko García    |
| Comisarios de juego    | Rómulo Mayancela    |
| Delegados de seguridad | Valentín Ronquillo  |
| Delegados de seguridad | Juan Carlos Moncayo |
| Oficial de dopaje      | Boris Zambrano      |
| Oficial de patrocinio  | Mike Medranda       |

| 1          | Guardameta     | Javier Burrai       |     |
| 15         | Defensa        | Jonathan Perlaza    | 88' |
| 3          | Defensa        | Luca Sosa           |     |
| 4          | Defensa        | Carlos Rodríguez    |     |
| 51         | Defensa        | Pedro Pablo Velasco | 64' |
| 27         | Centrocampista | Michael Carcelén    | 70' |
| 20         | Centrocampista | Bruno Piñatares     |     |
| 16         | Centrocampista | Erick Castillo      | 88' |
| 10         | Centrocampista | Damián Díaz         |     |
| 11         | Centrocampista | Fidel Martínez      | 70' |
| 18         | Delantero      | Jhon Jairo Cifuente |     |
| Entrenador | Entrenador     | Fabián Bustos       |     |

| 12         | Guardameta     | Hernán Galíndez        |     |
| 29         | Defensa        | Carlos Cuero           |     |
| 33         | Defensa        | Luis Cangá             |     |
| 4          | Defensa        | Ricardo Adé            |     |
| 30         | Defensa        | Richard Mina           |     |
| 16         | Defensa        | Pedro Pablo Perlaza    | 46' |
| 7          | Centrocampista | Edison Vega            |     |
| 13         | Centrocampista | Edison Caicedo         | 85' |
| 28         | Centrocampista | Jhonny Quiñónez        | 79' |
| 10         | Delantero      | Víctor Figueroa        | 73' |
| 9          | Delantero      | Francisco Fydriszewski | 73' |
| Entrenador | Entrenador     | César Farías           |     |

| 7  | Defensa        | Tito Valencia    | 64' |
| 77 | Delantero      | Adonis Preciado  | 70' |
| 22 | Centrocampista | Leonai Souza     | 70' |
| 17 | Delantero      | Cristian Penilla | 88' |
| 6  | Defensa        | Leonel Quiñónez  | 88' |

| 2  | Defensa        | Caín Fara         | 46' |
| 11 | Delantero      | Juan Manuel Tévez | 73' |
| 17 | Delantero      | Roberto Ordóñez   | 73' |
| 27 | Defensa        | Luis Romero       | 79' |
| 20 | Centrocampista | Sergio López      | 85' |

| Anotado | 65' | Edison Vega | 0–1 |

| Amonestado | 69' | Michael Carcelén |
| Amonestado | 76' | Damián Díaz      |

| Amonestado | 42'   | Richard Mina |
| Amonestado | 81'   | Caín Fara    |
| Amonestado | 90+1' | Luis Romero  |

| Expulsado | 84' | Luca Sosa |

| Otorgado · Expulsado | 77' | Richard Mina |

| Árbitro                | Augusto Aragón      |
| Árbitros asistentes    | Edison Vásquez      |
| Árbitros asistentes    | David Vacacela      |
| Cuarto árbitro         | Diego Lara          |
| Quinto árbitro         | José Luis Quiroz    |
| Adicionales VAR        | Bryan Loayza        |
| Adicionales VAR        | Mónica Amboya       |
| Adicionales VAR        | Carlos Orbe         |
| Observador VAR         | Luis Vera           |
| Asesor de árbitros     | Samuel Haro         |
| Comisarios de juego    | Elton Iko García    |
| Comisarios de juego    | Rómulo Mayancela    |
| Delegados de seguridad | Valentín Ronquillo  |
| Delegados de seguridad | Juan Carlos Moncayo |
| Oficial de dopaje      | Boris Zambrano      |
| Oficial de patrocinio  | Mike Medranda       |

| \| Estadísticas \| Barcelona \| Aucas \| \| ---------------------- \| --------- \| ----- \| \| Tiros \| 19 \| 9 \| \| Tiros al arco \| 4 \| 4 \| \| Faltas \| 13 \| 20 \| \| Penales \| 0 \| 0 \| \| Tiros de esquina \| 5 \| 3 \| \| Fueras de juego \| 2 \| 0 \| \| Tarjetas amarillas \| 2 \| 4 \| \| Tarjetas rojas \| 1 \| 1 \| \| Posesión \| 56% \| 44% \| \| Pases \| 345 \| 281 \| \| Precisión de los pases \| 78% \| 78% \| |           |       |
| Estadísticas | Barcelona | Aucas |
| Tiros | 19        | 9     |
| Tiros al arco | 4         | 4     |
| Faltas | 13        | 20    |
| Penales | 0         | 0     |
| Tiros de esquina | 5         | 3     |
| Fueras de juego | 2         | 0     |
| Tarjetas amarillas | 2         | 4     |
| Tarjetas rojas | 1         | 1     |
| Posesión | 56%       | 44%   |
| Pases | 345       | 281   |
| Precisión de los pases | 78%       | 78%   |

#### Vuelta
| 12         | Guardameta     | Hernán Galíndez        |     |
| 29         | Defensa        | Carlos Cuero           |     |
| 33         | Defensa        | Luis Cangá             |     |
| 4          | Defensa        | Ricardo Adé            |     |
| 2          | Defensa        | Caín Fara              |     |
| 16         | Defensa        | Pedro Pablo Perlaza    | 90' |
| 28         | Centrocampista | Jhonny Quiñónez        | 60' |
| 13         | Centrocampista | Edison Caicedo         | 46' |
| 10         | Centrocampista | Víctor Figueroa        |     |
| 17         | Delantero      | Roberto Ordóñez        | 68' |
| 9          | Delantero      | Francisco Fydriszewski | 90' |
| Entrenador | Entrenador     | César Farías           |     |

| 1          | Guardameta     | Javier Burrai       |       |
| 15         | Defensa        | Jonathan Perlaza    | 66'   |
| 14         | Defensa        | Darío Aimar         |       |
| 4          | Defensa        | Carlos Rodríguez    |       |
| 51         | Defensa        | Pedro Pablo Velasco | 90+3' |
| 27         | Centrocampista | Michael Carcelén    | 66'   |
| 20         | Centrocampista | Bruno Piñatares     |       |
| 22         | Centrocampista | Leonai Souza        | 88'   |
| 10         | Delantero      | Erick Castillo      | 88'   |
| 10         | Delantero      | Damián Díaz         |       |
| 77         | Delantero      | Adonis Preciado     |       |
| Entrenador | Entrenador     | Fabián Bustos       |       |

| 7  | Centrocampista | Edison Vega       | 46' |
| 20 | Centrocampista | Sergio López      | 60' |
| 11 | Delantero      | Juan Manuel Tévez | 68' |
| 27 | Defensa        | Luis Romero       | 90' |
| 24 | Centrocampista | Nicolás Silva     | 90' |

| 18 | Delantero      | Jhon Jairo Cifuente | 66'   |
| 11 | Delantero      | Fidel Martínez      | 66'   |
| 19 | Centrocampista | Nixon Molina        | 88'   |
| 6  | Defensa        | Leonel Quiñónez     | 88'   |
| 17 | Delantero      | Cristian Penilla    | 90+3' |

| Amonestado | 19' | Edison Caicedo     |
| Amonestado | 59' | Jhonny Quiñónez    |
| Amonestado | 68' | Roberto Ordóñez    |
| Amonestado | 74' | Sergio López       |
| Amonestado | 77' | Damián Frascarelli |
| Amonestado | 78' | Luis Romero        |

| Amonestado | 23'   | Michael Carcelén    |
| Amonestado | 80'   | Bruno Piñatares     |
| Amonestado | 90+1' | Pedro Pablo Velasco |

| Árbitro                | Luis Quiroz       |
| Árbitros asistentes    | Juan Aguiar       |
| Árbitros asistentes    | Danny Ávila       |
| Cuarto árbitro         | Carlos Orbe       |
| Quinto árbitro         | Flavio Nall       |
| Adicionales VAR        | Jefferson Macías  |
| Adicionales VAR        | Christian Lescano |
| Adicionales VAR        | Roberto Sánchez   |
| Observador VAR         | Oswaldo Segura    |
| Asesor de árbitros     | Ramón Romero      |
| Comisarios de juego    | Estéfano Palacios |
| Comisarios de juego    | Érika Gallardo    |
| Delegados de seguridad | Juan Carlos Pico  |
| Delegados de seguridad | Frank Tapia       |
| Oficial de dopaje      | José Macías       |
| Oficial de patrocinio  | Lorena Ávila      |

| 12         | Guardameta     | Hernán Galíndez        |     |
| 29         | Defensa        | Carlos Cuero           |     |
| 33         | Defensa        | Luis Cangá             |     |
| 4          | Defensa        | Ricardo Adé            |     |
| 2          | Defensa        | Caín Fara              |     |
| 16         | Defensa        | Pedro Pablo Perlaza    | 90' |
| 28         | Centrocampista | Jhonny Quiñónez        | 60' |
| 13         | Centrocampista | Edison Caicedo         | 46' |
| 10         | Centrocampista | Víctor Figueroa        |     |
| 17         | Delantero      | Roberto Ordóñez        | 68' |
| 9          | Delantero      | Francisco Fydriszewski | 90' |
| Entrenador | Entrenador     | César Farías           |     |

| 1          | Guardameta     | Javier Burrai       |       |
| 15         | Defensa        | Jonathan Perlaza    | 66'   |
| 14         | Defensa        | Darío Aimar         |       |
| 4          | Defensa        | Carlos Rodríguez    |       |
| 51         | Defensa        | Pedro Pablo Velasco | 90+3' |
| 27         | Centrocampista | Michael Carcelén    | 66'   |
| 20         | Centrocampista | Bruno Piñatares     |       |
| 22         | Centrocampista | Leonai Souza        | 88'   |
| 10         | Delantero      | Erick Castillo      | 88'   |
| 10         | Delantero      | Damián Díaz         |       |
| 77         | Delantero      | Adonis Preciado     |       |
| Entrenador | Entrenador     | Fabián Bustos       |       |

| 7  | Centrocampista | Edison Vega       | 46' |
| 20 | Centrocampista | Sergio López      | 60' |
| 11 | Delantero      | Juan Manuel Tévez | 68' |
| 27 | Defensa        | Luis Romero       | 90' |
| 24 | Centrocampista | Nicolás Silva     | 90' |

| 18 | Delantero      | Jhon Jairo Cifuente | 66'   |
| 11 | Delantero      | Fidel Martínez      | 66'   |
| 19 | Centrocampista | Nixon Molina        | 88'   |
| 6  | Defensa        | Leonel Quiñónez     | 88'   |
| 17 | Delantero      | Cristian Penilla    | 90+3' |

| Amonestado | 19' | Edison Caicedo     |
| Amonestado | 59' | Jhonny Quiñónez    |
| Amonestado | 68' | Roberto Ordóñez    |
| Amonestado | 74' | Sergio López       |
| Amonestado | 77' | Damián Frascarelli |
| Amonestado | 78' | Luis Romero        |

| Amonestado | 23'   | Michael Carcelén    |
| Amonestado | 80'   | Bruno Piñatares     |
| Amonestado | 90+1' | Pedro Pablo Velasco |

| Árbitro                | Luis Quiroz       |
| Árbitros asistentes    | Juan Aguiar       |
| Árbitros asistentes    | Danny Ávila       |
| Cuarto árbitro         | Carlos Orbe       |
| Quinto árbitro         | Flavio Nall       |
| Adicionales VAR        | Jefferson Macías  |
| Adicionales VAR        | Christian Lescano |
| Adicionales VAR        | Roberto Sánchez   |
| Observador VAR         | Oswaldo Segura    |
| Asesor de árbitros     | Ramón Romero      |
| Comisarios de juego    | Estéfano Palacios |
| Comisarios de juego    | Érika Gallardo    |
| Delegados de seguridad | Juan Carlos Pico  |
| Delegados de seguridad | Frank Tapia       |
| Oficial de dopaje      | José Macías       |
| Oficial de patrocinio  | Lorena Ávila      |

| \| Estadísticas \| Aucas \| Barcelona \| \| ---------------------- \| ----- \| --------- \| \| Tiros \| 18 \| 10 \| \| Tiros al arco \| 3 \| 1 \| \| Faltas \| 16 \| 9 \| \| Penales \| 0 \| 1 \| \| Tiros de esquina \| 4 \| 9 \| \| Fueras de juego \| 0 \| 1 \| \| Tarjetas amarillas \| 6 \| 3 \| \| Tarjetas rojas \| 0 \| 0 \| \| Posesión \| 48% \| 52% \| \| Pases \| 297 \| 299 \| \| Precisión de los pases \| 80% \| 80% \| |       |           |
| Estadísticas | Aucas | Barcelona |
| Tiros | 18    | 10        |
| Tiros al arco | 3     | 1         |
| Faltas | 16    | 9         |
| Penales | 0     | 1         |
| Tiros de esquina | 4     | 9         |
| Fueras de juego | 0     | 1         |
| Tarjetas amarillas | 6     | 3         |
| Tarjetas rojas | 0     | 0         |
| Posesión | 48%   | 52%       |
| Pases | 297   | 299       |
| Precisión de los pases | 80%   | 80%       |

|                                              |
|                                              |
| Campeón Sociedad Deportiva Aucas 1.er título |